# 格木
格木（学名：Erythrophleum fordii）为豆科格木属的植物。种名 fordii 以20世纪香港植物园园长Charles Ford的名字命名。

## 形态
常绿乔木；幼嫩部分及小枝初时均被锈色柔毛；二回羽状复叶互生，羽片2－3对，9－13枚卵形或卵状椭圆形小叶互生，先端渐尖，基部浑圆或略偏斜；花密生，极窄的总状花序，通常由十多条排成圆锥状，花小，萼瓣均5枚，多被毛；木质带状荚果长15－20厘米，宽3－4厘米。

## 分布
分布于台湾岛、越南以及中国大陆的广西、广东、浙江、福建等地，生长于海拔400米至700米的地区，常生于山地密林及疏林中，目前尚未由人工引种栽培。

## 别名
斗登风、孤坟柴、赤叶柴